# Nava de Béjar
Nava de Béjar es un municipio y localidad española de la provincia de Salamanca, en la comunidad autónoma de Castilla y León. Se integra dentro de la comarca de la Sierra de Béjar. Pertenece al partido judicial de Béjar.
Su término municipal está formado por un solo núcleo de población, ocupa una superficie total de 11,73 km² y según los datos demográficos recogidos en el padrón municipal elaborado por el INE en el año 2017, cuenta con una población de 96 habitantes.

## Geografía
Integrado en la comarca de Sierra de Béjar, se sitúa a 59 kilómetros de Salamanca. El término municipal está atravesado por la autovía Ruta de la Plata (A-66) y por la carretera nacional N-630, entre los pK 398 y 400, además de por una carretera local que conecta con Ledrada. 
El relieve del municipio es un altiplano que asciende de forma significativa hacia el suroeste. La altitud oscila entre los 1266 metros de un pico al suroeste y los 990 metros a orillas de un arroyo al noreste. El pueblo se alza a 1054 metros sobre el nivel del mar. 
| Noroeste: Fuentes de Béjar | Norte: Fuentes de Béjar y La Cabeza de Béjar | Nordeste: La Cabeza de Béjar |
| Oeste: Ledrada             |                                              | Este: Santibáñez de Bejar    |
| Suroeste: Ledrada          | Sur: Sorihuela                               | Sureste: Sorihuela           |

## Historia
Su fundación puede datarse en las repoblaciones medievales, pasando a formar parte, tras la muerte de Alfonso VII de León, del concejo castellano de Ávila. Tras la creación, en 1209, de la Comunidad de Villa y Tierra de Béjar, Nava de Béjar pasó a formar parte de la misma.
Como parte de la comunidad bejarana, tras la pérdida del voto en Cortes de Béjar y su paso a depender de Salamanca en ese aspecto a partir de 1425, hecho favorecido por el paso de Béjar y su territorio a manos de los Zúñiga en 1396, Nava de Béjar pasó a formar parte del Reino de León, en el que se ha mantenido en las divisiones territoriales de Floridablanca en 1785 y finalmente en la de 1833 en que se crean las actuales provincias, quedando integrado Nava de Béjar en la provincia de Salamanca, dentro de la Región Leonesa.
Entre 1974 y 1982 el municipio estuvo agregado a Guijuelo. A partir de 1982 recuperó su independencia administrativa después de un largo proceso gracias al empeño de sus vecinos.

## Demografía
Nava de Béjar cuenta con una población de 74 habitantes (INE 2024).
| Gráfica de evolución demográfica de Nava de Béjar entre 1842 y 2021 |
| |
| Población de derecho según los censos de población del INE Población de hecho según los censos de población del INEEntre el censo de 1991 y el anterior, aparece este municipio porque se segrega del municipio 37156 (Guijuelo) Entre el censo de 1981 y el anterior, este municipio desaparece porque se agrupa en el municipio 37156 (Guijuelo) |

Según el Instituto Nacional de Estadística, Nava de Béjar tenía a, 31 de diciembre de 2019, una población total de 94 habitantes, de los cuales 54 eran hombres y 40 mujeres. Respecto al año 2000, el censo refleja 122 habitantes, de los cuales 61 eran hombres y 61 mujeres. Por lo tanto, la pérdida de población en el municipio para el periodo 2000-2019 ha sido de 28 habitantes, un 23% de descenso.

### Transporte
El municipio está muy bien comunicado por carretera, por el discurre tanto la nacional N-630 que une Gijón con Sevilla como la autovía Ruta de la Plata que tiene el mismo recorrido que la anterior y que cuenta con dos salidas en la localidad, permitiendo unas comunicaciones más rápidas con el municipio.
En cuanto al transporte público se refiere, tras el cierre de la ruta ferroviaria de la Vía de la Plata, que pasaba por los municipios de Guijuelo y Béjar y contaba con estaciones en ambos, no existen servicios de tren en el municipio ni en los vecinos siendo la estación más cercana la de Salamanca. Del mismo modo tampoco hay una línea regular con servicio de autobús, siendo la estación más cercana la de Guijuelo. Por otro lado el aeropuerto de Salamanca es el más cercano, estando a unos 60km de distancia.

## Administración y política
| Periodo   | Nombre                     | Partido | Partido                           |
| --------- | -------------------------- | ------- | --------------------------------- |
| 1979-1983 | Santiago Gómez Díaz        |         | Comisión gestora                  |
| 1983-1987 | Santiago Gómez Díaz        |         | Alianza Popular (AP)              |
| 1987-1991 | Pedro Sánchez Díaz         |         | Centro Democrático y Social (CDS) |
| 1991-1995 | Pedro Sánchez Díaz         |         | Partido Popular (PP)              |
| 1995-1999 | Ricardo Revilla Martín     |         | Partido Popular (PP)              |
| 1999-2003 | Miguel Ángel Martín Martín |         | Partido Popular (PP)              |
| 2003-2015 | Ricardo Revilla Martín     |         | Partido Popular (PP)              |
| 2015-2023 | Jesús Sánchez Martín       |         | Partido Popular (PP)              |

| Partido político                         | 2019  | 2019  | 2019       | 2015  | 2015  | 2015       | 2011  | 2011  | 2011       | 2007  | 2007  | 2007       | 2003  | 2003  | 2003       |
| Partido político                         | %     | Votos | Concejales | %     | Votos | Concejales | %     | Votos | Concejales | %     | Votos | Concejales | %     | Votos | Concejales |
| Partido Popular (PP)                     | 55,56 | 40    | 2          | 67,14 | 47    | 4          | 59,26 | 48    | 4          | 55,68 | 49    | 4          | 65,56 | 59    | 4          |
| Partido Socialista Obrero Español (PSOE) | 38,89 | 28    | 1          | 25,71 | 18    | 1          | 41,98 | 34    | 1          | 12,50 | 11    | 0          | 30,00 | 27    | 1          |
| Unión del Pueblo Salmantino (UPSa)       | —     | —     | —          | —     | —     | —          | —     | —     | —          | 39,77 | 35    | 1          | 2,22  | 2     | 0          |

### Patrimonio

#### Iglesia parroquial de Santo Domingo de Guzmán
La iglesia parroquial de Nava de Béjar, en honor a Santo Domingo de Guzmán, también conocido como Fray Domingo.

#### Las escuelas
Antiguas escuelas de niños y niñas en Nava de Béjar, y actual centro sociocultural, biblioteca y sede de la Asociación de Vecinos Los Hermanitos.

#### Los Hermanitos
La principal montaña y elevación de Nava de Béjar, con más de 1000 metros. Desde sus dos cimas, se pueden ver unas increíbles vistas de todo el sur de la provincia de Salamanca. En una de sus dos cimas se ubica una cruz de piedra.

#### Casa consistorial
Sede del Ayuntamiento de Nava de Béjar, pero también consultorio médico, oficina de correos y secretaría del Ayuntamiento.
Antiguamente, este edificio era la cárcel de Nava de Béjar, donde encerraban los ladrones, prisioneros, estafadores, etc.

#### El arroyo
Lavadero de piedra tradicional ubicado a las afueras del núcleo urbano, en un arroyo ya desaparecido.
En las fiestas patronales, en el arroyo se celebran la típica merienda de fiestas con una actuación de música regional.

#### La charca
Pequeño lago ubicado en la carretera que conecta Nava de Béjar con Ledrada en el que se pueden encontrar ranas casi todo el año (por algo en el municipio le suelen |llamar a este lago el lago de las ranas).

### Fiestas
Las fiestas patronales se celebran el día cuatro de agosto en honor a su patrón: Santo Domingo de Guzmán. El día 3 de agosto, día de la víspera, comienza la fiesta con la lectura del pregón y el disparo del cohete que anuncia el comienzo de las fiestas que se extenderán hasta el día seis; si bien, el programa de actividades festivas y culturales se extiende hasta el día catorce de agosto.